# Вощанов, Павел Игоревич
Павел Игоревич Воща́нов (род. 3 ноября 1948, Москва) — советский и российский журналист, один из основателей и политический обозреватель «Новой газеты», пресс-секретарь российского президента Б. Н. Ельцина с июля 1991 по февраль 1992 года.

## Биография
Родился 3 ноября 1948 года в Москве в семье военного, который в 1950—1963 годах служил в ГДР. После отца перевели в Узбекскую ССР, где Вощанов получил высшее экономическое образование в Ташкентском институте народного хозяйства.
В 1976 защитил кандидатскую диссертацию на соискание учёной степени кандидата экономических наук. В 1980-е годы работал в руководстве Научно-исследовательского института экономики строительства (НИИЭС) Госстроя СССР, где защитил докторскую диссертацию (1984).
После реорганизации в 1987 году НИИЭС Госстроя в Институт экономики и управления строительством для Вощанова места там не нашлось, он стал научным сотрудником Института экономики АН СССР. С 1989 года — экономический обозреватель «Комсомольской правды».
В 1990 избирался делегатом ХXVIII съезда КПСС, делегатом учредительного съезда КП РСФСР.
В работе политолога А. А. Свидерского, посвященной личности первого президента России Б. Н. Ельцина, упоминается, что когда Ельцина обвиняли в 1990 году в злоупотреблении спиртным в ходе зарубежного визита в США, его репутации помогло применение политтехнологий, а Павел Вощанов «выполнил роль „отбеливателя“, и вся конфликтная ситуация привела лишь к увеличению поддержки дерзкого политика». В 2017 году вышла книга Вощанова, озаглавленная «Ельцин как наваждение. Записки политического проходимца».
Во время августовского путча 1991 года именно Вощанов проводил пресс-конференции в стенах Белого дома. По его воспоминаниям, в это время в бомбоубежище «был накрыт стол, и Борис Николаевич с ближайшим окружением „расслаблялись“, ожидая разрешения ситуации». 
27 августа 1991 года, после провозглашения независимости Украины,  по поручению Ельцина выпустил так называемый "Ультиматум Вощанова":
В последние дни в ряде союзных республик провозглашена государственная независимость, заявлено о выходе из Союза ССР. Возможны и другие решения, существенно меняющие баланс отношений в рамках единой Федерации. В связи с этим уполномочен Президентом РСФСР сделать следующее заявление. Российская Федерация не ставит под сомнение конституционное право каждого государства и народа на самоопределение. Однако существует проблема границ, неурегулированность которой возможна и допустима только при наличии закрепленных соответствующим договором союзнических отношений. В случае их прекращения РСФСР оставляет за собой право поставить вопрос о пересмотре границ. Сказанное относится ко всем сопредельным республикам, за исключением трех прибалтийских (Латвийской, Литовской, Эстонской), государственная независимость которых уже признана Россией, чем подтверждена решенность территориальной проблемы в двусторонних отношениях.
В этом заявлении конкретные территориальные претензии России не упоминались, но спустя два дня на пресс-конференции Вощанов уточнил: речь идет, в первую очередь, о Крыме, Донбассе и Северном Казахстане.
В феврале 1992 года из-за растущих личных разногласий с Ельциным подал в отставку.
В 1996 году за работу в «Комсомольской правде» получил премию Союза журналистов России «Золотое перо России». В 1990-е годы также входил в редколлегию газеты «Трибуна», публиковался в еженедельнике «Деловой вторник», возглавлял в 1999 году «Радио-1». В 1995, 1998 и 1999 годах неудачно баллотировался в депутаты Госдумы. В 2000-е годы печатался преимущественно в «Новой газете». В 2006 году выпустил политический роман «Фантомная боль». Также неудачно баллотировался в депутаты Мосгордумы.